# Bulbul tacheté
Ixonotus guttatus
Genre
Espèce
Statut de conservation UICN

 LC  : Préoccupation mineure
Le Bulbul tacheté (Ixonotus guttatus) est une espèce de passereaux de la famille des Pycnonotidae, l'unique représentant du genre Ixonotus.

## Répartition
Cet oiseau est répandu en Afrique équatoriale.

## Habitat
Son habitat naturel est les forêts sèches, les forêts de plaines humides et les savanes humides subtropicales ou tropicales.